# Нозе (Об)
Нозе́ (фр. Nozay) — коммуна во Франции, находится в регионе Шампань — Арденны. Департамент — Об. Входит в состав кантона Арси-сюр-Об. Округ коммуны — Труа.
Код INSEE коммуны — 10269.
Коммуна расположена приблизительно в 135 км к востоку от Парижа, в 55 км южнее Шалон-ан-Шампани, в 24 км к северу от Труа.

## Население
Население коммуны на 2008 год составляло 134 человека.
| 1962 | 1968 | 1975 | 1982 | 1990 | 1999 | 2008 |
| ---- | ---- | ---- | ---- | ---- | ---- | ---- |
| 157  | 160  | 145  | 131  | 118  | 109  | 134  |

## Экономика

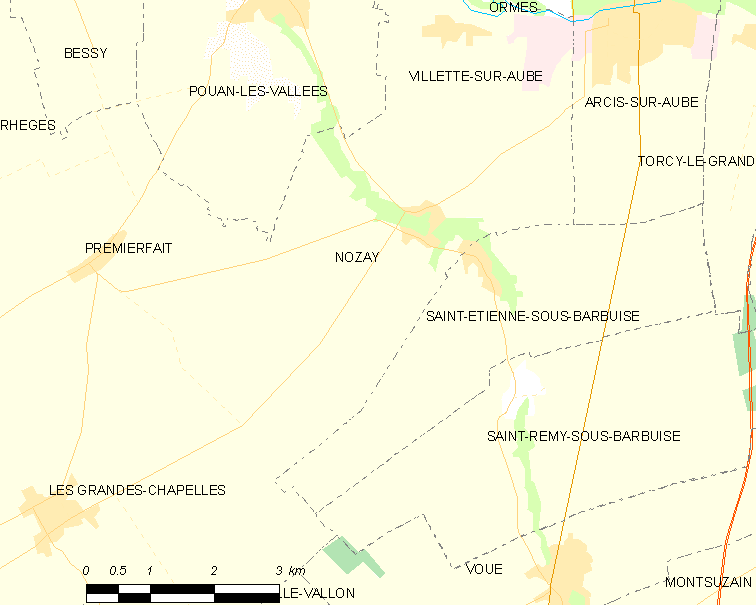
Карта коммуны

В 2007 году среди 80 человек в трудоспособном возрасте (15—64 лет) 62 были экономически активными, 18 — неактивными (показатель активности — 77,5 %, в 1999 году было 73,3 %). Из 62 активных работали 57 человек (30 мужчин и 27 женщин), безработных было 5 (2 мужчины и 3 женщины). Среди 18 неактивных 5 человек были учениками или студентами, 7 — пенсионерами, 6 были неактивными по другим причинам.